# 北条時治 (佐介流)
北条 時治（ほうじょう ときはる）は、鎌倉時代中期から末期にかけての武将。北条氏の一門。佐介流北条氏。鎌倉幕府の初代連署・北条時盛の子。佐介 時治（さすけ ときはる）とも呼ばれる。また、播磨国美嚢郡淡河庄（現兵庫県神戸市淡河町）を領したことから淡河 時治（おうご ときはる）とも呼ばれる。越前国大野郡牛原（福井県大野市）の地頭でもあった。

## 生涯
元弘2年/正慶元年（1332年）9月、元弘の乱の際、北条高時の命を受けて江馬時見とともに北陸7ヶ国の軍を率いて上洛している。その後、自身が地頭を務める越前国大野郡牛原で北国の反幕府勢力に対処していた。
元弘3年/正慶2年（1333年）5月7日、足利高氏が京の六波羅探題を陥落させ、それが越前に伝わると、時治に味方する兵が離れてしまった。すると、ここぞとばかりに平泉寺の衆徒らが北条氏の領国を恩賞に得るため、自国や他国の軍勢らと相談し、七千余騎で襲い掛かってきた。
5月12日昼、ついにその軍勢が牛原まで押し寄せてくると、わずかな家来と防戦した（牛原の戦い）。だが、時治は観念し、妻や5歳と6歳の2人の子供を入水させたのち、彼自身も自害し果てた。